# Ривич, Стивен
Сти́вен Ри́вич (хорв. Stiven Rivić; 9 августа 1985, Пула, СФРЮ) — хорватский футболист, игравший на позиции полузащитника.

## Карьера

### Клубная
Начал свою футбольную карьеру в молодёжном составе «Пулы». Играл в дубле «Шальке 04», не отличился ничем примечательным. Был приобретён бельгийским клубом «Сент-Трюйден», в котором отыграл 6 матчей, не забив ни одного гола. В итоге, был приобретён котбусским «Энерги» в 2006 году. Вызывался в молодёжную сборную Хорватии до 21 года в это же время.
Свой первый гол в Бундеслиге забил 6 мая 2008 года во встрече с «Карлсруэ», закончившейся ничьей 1:1. В следующем же матче, против «Гамбурга», снова забил гол, тем самым помог своей команде одержать важную победу 2:0. В следующем сезоне забил всего один гол, в то же время «Энерги» вылетел во вторую Бундеслигу.
В июле 2010 года подписал трёхлетний контракт с «Кайзерслаутерном».

## Вне футбола
Стивен также является музыкантом, диджеем, музыкальным продюсером в сфере электронной музыки, его страница в социальной сети MySpace, в основном, посвящена промотированию его музыки.

### Дискография
- 2009: Michael & Levan And Stiven Rivic — Invisible Children EP
- 2009: Michael & Levan And Stiven Rivic — Invisible Children 2
- 2009: Michael & Levan And Stiven Rivic — Connection
- 2009: Michael & Levan And Stiven Rivic — State Of Liberty
- 2010: Michael & Levan And Stiven Rivic — Invisible Children 3